# Gilád község
Gilád község (románul: Comuna Ghilad) község Temes megyében, Romániában. Központja Gilád, hozzá tartozik Gád.

## Népessége
A 2011-es népszámlálás adatai alapján a község népessége 2078 fő volt.

## Története
2004-ben vált ki Csák városból és szervezték önálló községgé.